# Ариська міська адміністрація
Ари́ська міська адміністрація (каз. Арыс қаласы әкімдігі, рос. Арысская городская администрация) — адміністративна одиниця у складі Туркестанської області Казахстану. Адміністративний центр — місто Арись.

## Населення
Населення — 76920 осіб (2021; 65463 у 2009, 62496 у 1999, 59626 у 1989).

## Історія
Ариський район був утворений 17 січня 1928 року з центром у селі Ішан-базар, 17 січня 1930 року центр перенесено до міста Арись. 10 березня 1932 року район передано до складу Південноказахстанської області. 8 вересня 1943 року центр перенесено до села Темірлановка, 3 квітня 1952 року — до смт Арись, 1954 року — до села Темірлановка, у липні 1956 року — до міста Арись. З 3 травня 1962 року район у складі Чимкентської області. 2 січня 1963 року район ліквідовано, територія розподілена між Кзил-Кумським та Туркестанським районами. 29 лютого 1964 року було утворено Бугунський район, 1965 року місто Арись отримало обласний статус та виведене зі складу району. 25 липня 1988 року Бугунський район був перейменований в Ариський район. 13 жовтня 1989 року зі складу Ариського району був виділений Бугунський район. Після 1999 року район був перетворений в міську адміністрацію. 2013 року до складу Ариського району включена територія площею 1313 км², а саме Ходжатогайський сільський округ Отирарського району.

## Склад
До складу району входять місто Арись та 6 сільських округів:
| Поселення                       | Площа, км² | Населення, осіб (1989) | Населення, осіб (1999) | Населення, осіб (2009) | Населення, осіб (2021) | Центр      | Населені пункти |
| ------------------------------- | ---------- | ---------------------- | ---------------------- | ---------------------- | ---------------------- | ---------- | --------------- |
| місто Арись                     | -          | 33523                  | 38680                  | 37996                  | 50370                  | -          | 1               |
| --село Онтам                    | -          | -                      | -                      | 429                    | -                      | -          | -               |
| --село Сирдар'я (Задар'я)       | -          | 1567                   | 3329                   | 3861                   | 4020                   | -          | -               |
| Акдалинський сільський округ    | -          | 3945                   | 4537                   | 3330                   | 3506                   | Акдала     | 2               |
| Баїркумський сільський округ    | -          | 3935                   | 4042                   | 3787                   | 3565                   | Баїркум    | 3               |
| Дарменіський сільський округ    | -          | 4057                   | 3874                   | 3771                   | 4393                   | Дарміно    | 7               |
| Жиделинський сільський округ    | -          | 1515                   | 2201                   | 2561                   | 2501                   | Жиделі     | 2               |
| Монтайтаський сільський округ   | -          | 5952                   | 6254                   | 5583                   | 5394                   | Монтайтас  | 8               |
| Ходжатогайський сільський округ | -          | 5132                   | 4116                   | 4145                   | 3171                   | Ходжатогай | 5               |

## Найбільші населені пункти
Населені пункти з чисельністю населення понад 1000 осіб:
| № | Населений пункт | Населення, осіб (1989) | Населення, осіб (1999) | Населення, осіб (2009) | Населення, осіб (2021) |
| - | --------------- | ---------------------- | ---------------------- | ---------------------- | ---------------------- |
| 1 | Арись           | 33523                  | 38680                  | 37996                  | 50370                  |
| 2 | Акдала          | 2502                   | 2569                   | 2822                   | 3175                   |
| 3 | Баїркум         | 2266                   | 3073                   | 2622                   | 2688                   |
| 4 | Монтайтас       | 3417                   | 4249                   | 3248                   | 2603                   |
| 5 | Ходжатогай      | 2547                   | 2040                   | 2120                   | 1748                   |
| 6 | Жиделі          | 1128                   | 1399                   | 1673                   | 1632                   |
| 7 | Дарміно         | 1181                   | 2001                   | 1188                   | 1447                   |
| 8 | Санали          | 745                    | 790                    | 841                    | 1094                   |
| 9 | Атамекен        | 520                    | 211                    | 580                    | 1022                   |